# Præsidentvalget i USA 1789
Præsidentvalget i USA 1789 var det første præsidentvalg, som blev afholdt i perioden mellem mandag d. 15. december 1788 og d. 10. januar 1789. George Washington blev enstemmigt valgt for den første af sine to perioder som præsident, og John Adams blev den første vicepræsident. Dette var det eneste amerikanske præsidentvalg, der strakte sig over to kalenderår.
I henhold til konføderationsartiklerne, som blev ratificeret i 1781, havde USA ikke noget statsoverhoved. Regeringens udøvende funktion forblev hos den lovgivende magt svarende til et parlamentarisk system. Denne struktur blev i midlertidig ændret med USA's forfatning, som blev ratificeret i 1788, hvor både præsident- og vicepræsidentembedet blev skabt og fuldstændigt adskilt fra Kongressen. USA's nye forfatning etablerede yderligere et valgmandskollegium, baseret på hver delstats kongresrepræsentation, hvor hver valgmandsstemme ville afgive to stemmer på to forskellige kandidater – en procedure ændret i 1804 ved ratificeringen af det tolvte forfatningstillæg. De enkelte delstater havde forskellige metoder til at vælge valgmænd i forbindelse med præsidentvalg. I fem delstater valgte delstatens parlament valgmændene. De andre seks delstater blev valgmænd gennem en form for folkeafstemning, selvom kun to delstater valgte valgmændene direkte gennem en folkeafstemning på tværs af delstaterne.
Der eksisterede på daværende tidspunkt ingen formelle politiske partier, selvom der allerede havde manifesteret sig nogle mere uformelle gruppering mellem folk med diverse meningsforskelle – herunder mellem føderalister og anti-føderalister.
Den særdels populære George Washington, som havde udmærket sig ved at være general for den kontinentale hær under den amerikanske uafhængighedskrig, indvilligede i at komme ud af pension og opstille som kandidat. Washington valgte ikke sin vicepræsidentkandidat, da dette koncept endnu ikke var udviklet. I stedet foreskrev forfatningen på dette tidspunkt, at embedet som vicepræsident ville tilfalde den kandidat med næstflest valgmandsstemmer. Af andre opstillede kandidater talte for føderalisterne bl.a. John Adams, John Jay, John Rutledge og John Hancock, mens George Clinton – der havde modsat sig ratificering af USA's forfatning – opstillede for anti-føderalisterne.
Der herskede ikke megen tvivl om, at Washington ville vinde præsidentembedet, mens der eksisterede større tvivl om, hvem der ville bliver vicepræsident. I denne forbindelse spåede Thomas Jefferson, at en populær nordlig leder som John Hancock eller John Adams ville blive valgt som vicepræsident.
Alle 69 valgmænd afgav én stemme til Washington, hvilket derpå gjorde, at han blev enstemmigt valgt som præsident. Adams vandt 34 valgmandsstemmer, hvilket var nok til sikre ham vicepræsidentskabet. De resterende 35 valgmandsstemmer blev delt mellem 10 kandidater, inklusive John Jay, som endte på tredjepladsen med ni valgmandsstemmer. Tre delstater var ikke berettigede til at deltage i valget: New Yorks lovgivende forsamling valgte ikke sine valgmænd rettidigt, mens North Carolina og Rhode Island endnu ikke havde ratificeret forfatningen.
George Washington blev indviet i New York City den 30. april 1789, 57 dage efter Den Første Kongres mødtes.

## Eksterne links
- Wikimedia Commons har flere filer relateret til Præsidentvalget i USA 1789
- Presidential Election of 1789: A Resource Guide from the Library of Congress
- A New Nation Votes: American Election Returns, 1787–1825 Arkiveret 20. januar 2022 hos  Wayback Machine
- "A Historical Analysis of the Electoral College". The Green Papers. Hentet 17. februar 2005.
- Election of 1789 in Counting the Votes Arkiveret 25. maj 2016 hos  Wayback Machine